# Parco del Sojo
Il Parco del Sojo Arte e Natura è un'area caratterizzata dalla presenza di oltre una settantina di opere d'arte contemporanea, realizzate da artisti italiani e stranieri, che si trovano in un'area verde presso la contrada Covolo di Lusiana, comune posto sul margine meridionale dell'Altopiano dei Sette Comuni, in provincia di Vicenza.

## Descrizione
La borgata di Covolo, contornata da prati, vigneti e boschi, è chiusa a ponente da uno sperone roccioso detto "il Sojo": il Parco del Sojo Arte e Natura si colloca nelle immediate vicinanze di questa parete, che è anche una delle più note palestre di roccia del vicentino. La particolarità del Parco è la presenza di opere d'arte contemporanea disposte lungo un percorso di circa 3 km che attraversa prati e boschi. Il Parco è aperto tutti i giorni dell'anno e l'accesso è gratuito, ma è a pagamento nei giorni festivi.
L'idea di realizzare un Parco in quest'area venne nel 2000 all'architetto Diego Morlin, 5 anni dopo il Parco venne completato. Tra i futuri progetti vi è anche quello di realizzare un museo d'arte contemporanea, all'interno del quale si vorrebbero allestire mostre ed esporre, a rotazione, opere di artisti di fama internazionale.

## Opere
Le oltre settanta opere d'arte contemporanea collocate all'interno del Parco sono state realizzate da artisti sia italiani che stranieri, molte delle quali direttamente sul posto, con materiali reperiti in loco.
Tutte le opere sono state realizzate con materiali atti a resistere nel tempo, quali: bronzo, ferro, pietra, gres, legno, acciaio e marmo.
Gli artisti che hanno realizzato le opere sono: Severino Morlin, Roberto Lanaro, Seeman Grau, Piercarlo Comacchio, Tullio Mazzotti, Kitaga Atsushi, Sawada Hiroto, Diego Morlin, Ugo Pagano, Abramo Peruzzo, William Smith, Eva Larssen, Luther Boys, Georgios Papandreu, Gianluca Morlin, Giuseppe Stanislau, Laura Meneguzzo, Ulrich Thon, Luigino Giacobbo, Walter Zanchetta, Simone Zanchetta, Gino Peripoli, Severino Abriani, Roberto Costa, Lee Babel, Margherita Michelazzo, Alessio Tasca, Bruno Pedrosa, Vittorio Buset, Maurizio Zulian, Gian Luigi Barcarolo, Simone Crestani e Simone Dal Santo.

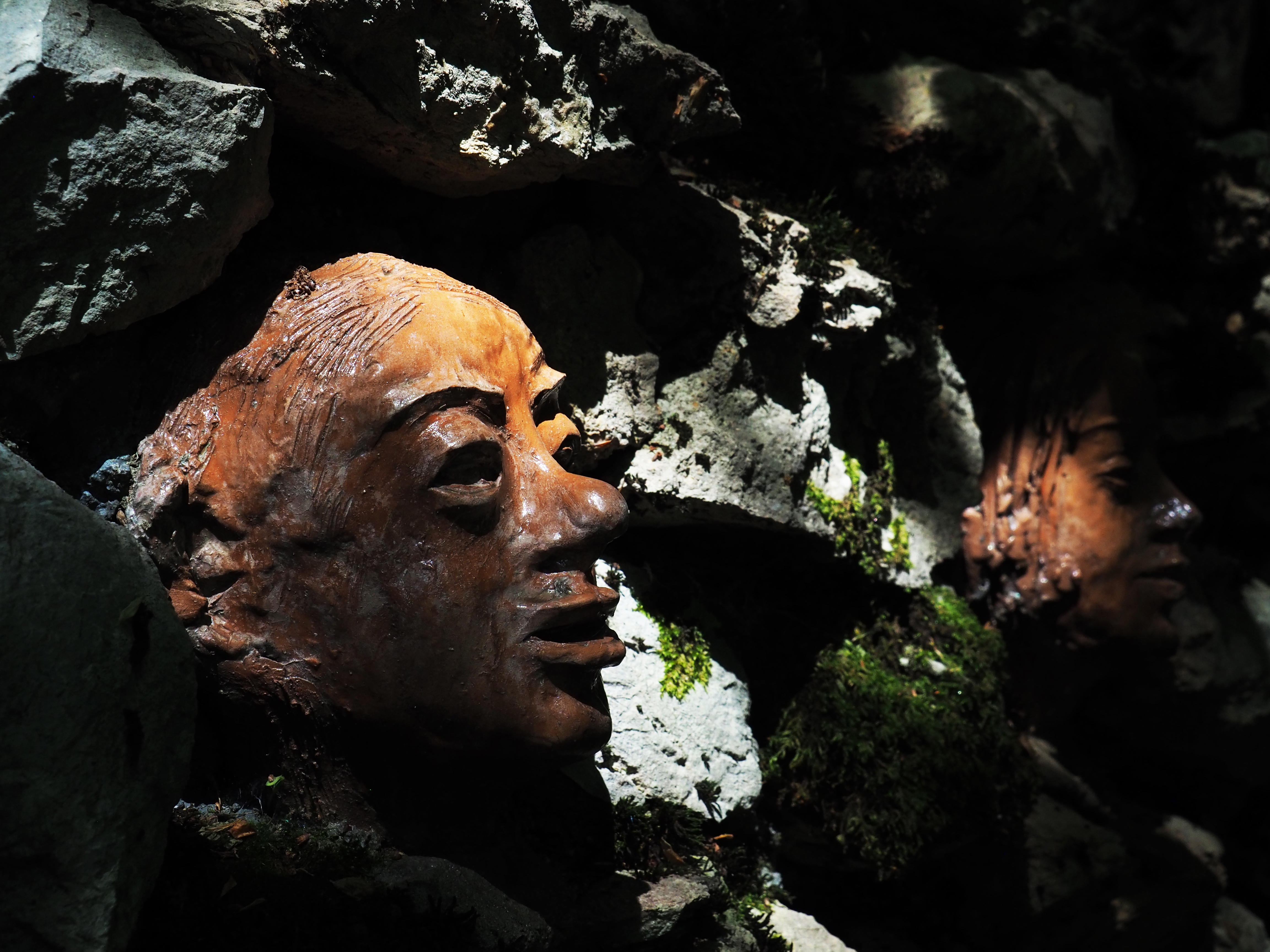
Popolo delle rocce
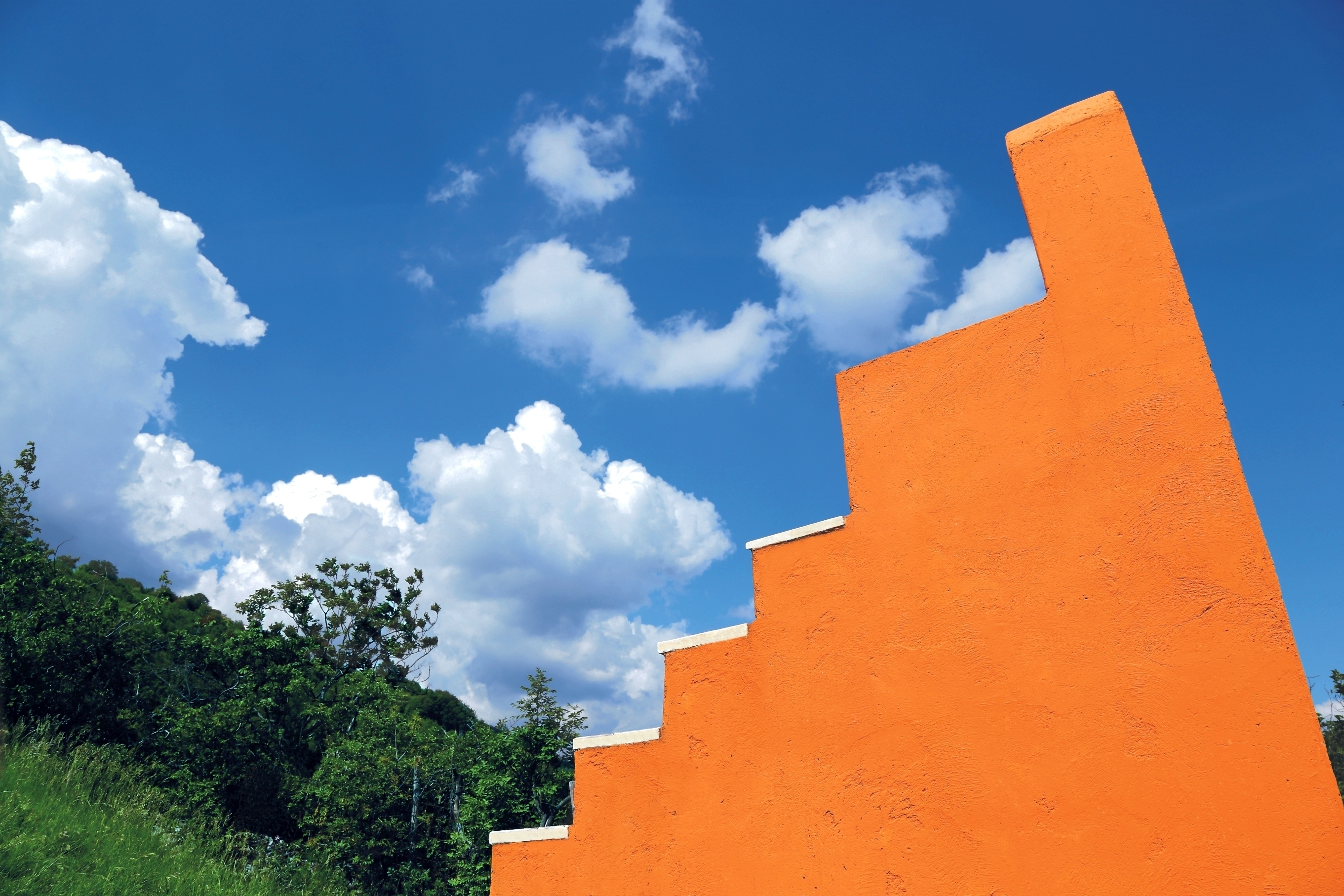
Il trono
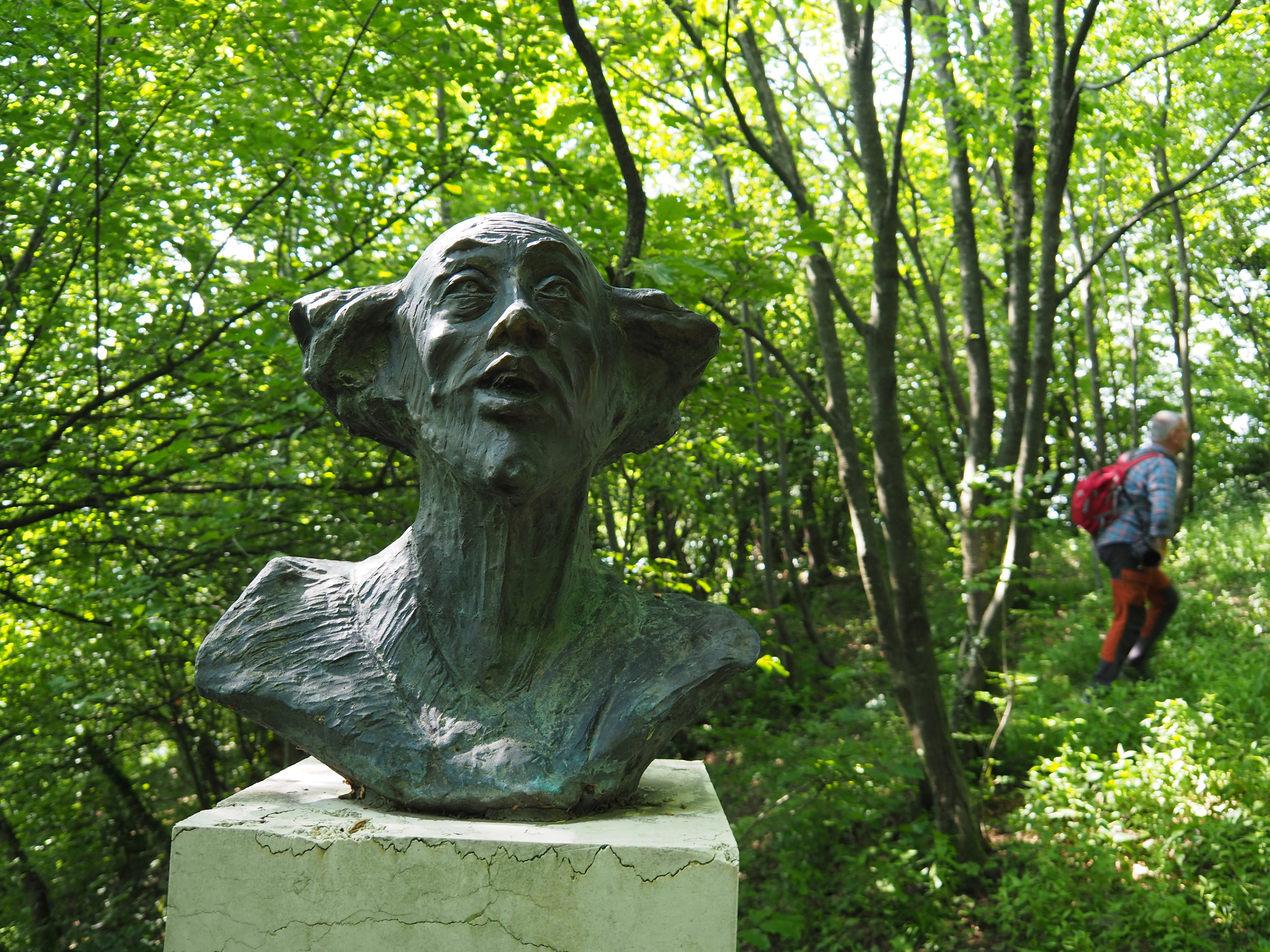
Il folle
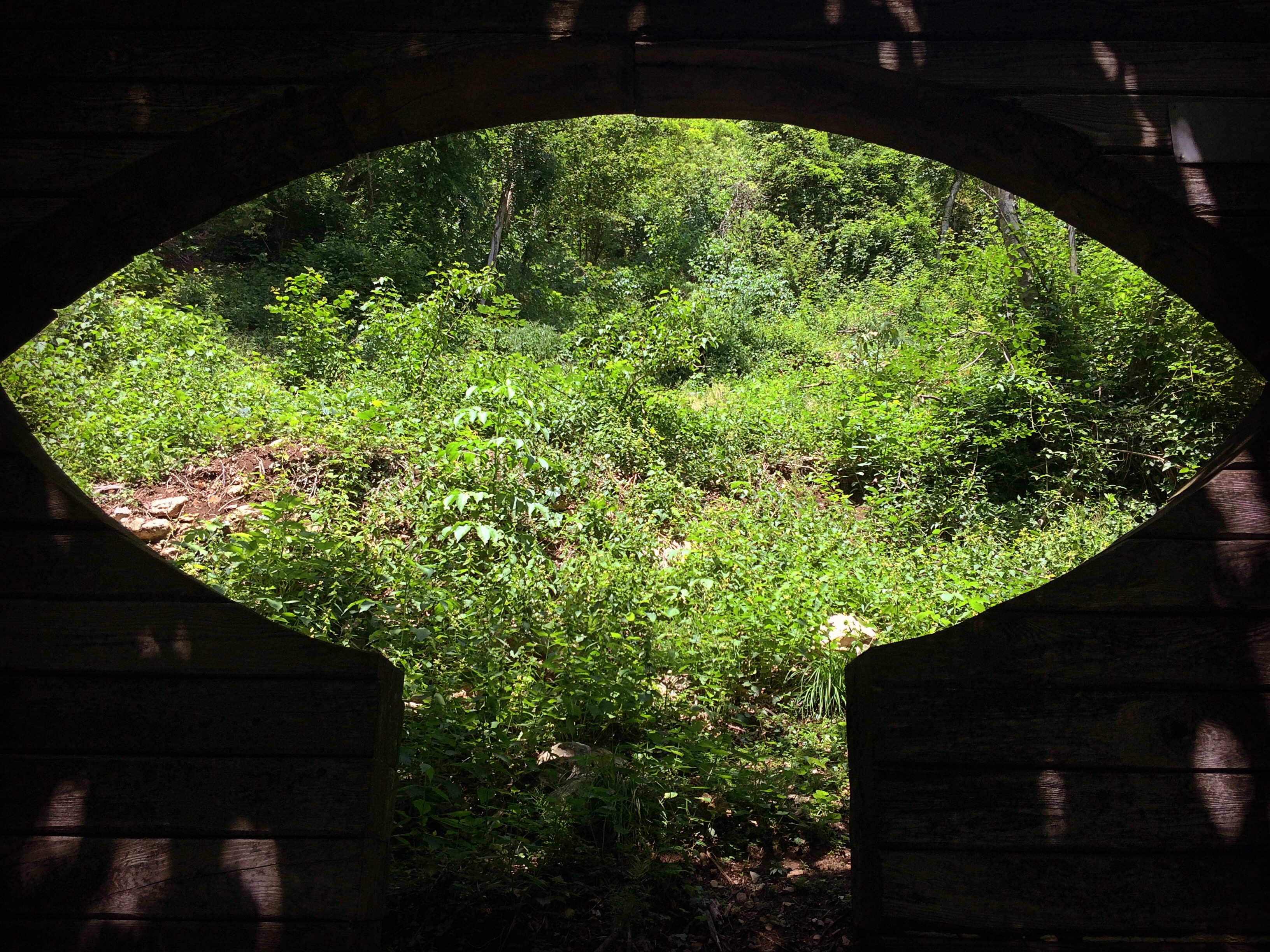

## Attività
All'interno del Parco, durante il periodo estivo, si svolgono manifestazioni legate alla cultura e alle tradizioni del territorio e all'arte in genere. Nel piccolo teatro presente sul Parco, la cui capienza è di 100 posti a sedere, si tengono concerti di musica classica, manifestazioni teatrali, conferenze con relatori nazionali ed internazionali, chiamati a dibattere temi legati al mondo dell'arte e del sociale.

### Videografia
- M. Tafferini, A. Pianezzola, Momenti al Parco del Sojo, DVD a cura “Ass. Amici Parco del Sojo” (2009)

### Pubblicazioni
- AA. VV a cura di D. Morlin, Parco del Sojo Arte e Natura catalogo, Grafiche Safigraf, 2006
- G. Trivelli, Severino Morlin, Sculture al Parco del Sojo, 2007 Quaderno n.1
- M.M. Polloniato, DNA Lo spirito nel guscio, La Serenissima, 2008 Quaderno n.2
- AA.VV, DIEGO MORLIN, Tracce di un architetto 2005-2009, La Serenissima, 2009
- D. Morlin, Le calcare del Covolo di Lusiana, 2010 Quaderno n. 3
- E. Jobin, Il mio Sojo i miei sogni, 2010 Quaderno n. 4
- D. Morlin, C. Albertoni, Rogazione Artistica, 2011 Quaderno n. 5
- D. Morlin e E. Jobin, Gente del Covolo di Lusiana, 2011 C.N.I. Quaderno n.6

### Recensioni specifiche
- E. Zampese, L'arte contemporanea in mostra nel Parco del Sojo, Il Giornale di Vicenza, 16.06.2005
- A. Minchio, Il Parco del Sojo a Lusiana - Un trono, tra arte e natura, Bassano News, luglio - agosto 2005, pag. 25-26
- C. Bellemo, Metti un museo dentro a un…….bosco, Blu, numero 22 - estate 2005, pag. 8-9
- A. Maroso, Arte e natura nel Parco del Sojo, The Lions, settembre 2005, pag. 93
- E. Jobin, Sul Sojo delle streghe,  Reflex, n. 12, dicembre 2005
- C. Bellemo, Il bosco germoglia di sculture, la Difesa del Popolo, aprile 2006, pag. 38-39
- A. Ciscato, Esterni d'arte, Vicenza è, anno 2 n. 6 - 2006, pag. 59-60-61
- G. Ardinghi, Il Sojo, parco dei misteri, Il Giornale di Vicenza, 23 dicembre 2006
- AA. VV, Al Parco del Sojo c'è Arte e Natura, The Lions, febbraio 2007
- C. Albertoni, Mura, ponti, vicari: trekking urbano, Il Giornale di Vicenza, 15 febbraio 2007
- M. M. Polloniato, Il Parco del Sojo inserito fra le bellezze del FAI, Il Gazzettino, 21 febbraio 2007
- E. Zampese, Il Parco del Sojo tra i luoghi del cuore del Concorso FAI, Il Giornale di Vicenza, 13 marzo 2007
- A. Scaravatti, Al Sojo un museo a cielo aperto in montagna tra arte e natura, Il Padova, 9 luglio 2007, pag. 27
- AA. VV., Al Parco del Sojo restaurati un forno e una calcara antichi, L'Altopiano, 11 agosto 2007
- C. Strati, Vittorio Sgarbi alle tre di notte nei boschi del Parco del Sojo, Il Gazzettino, 20 marzo 2008
- AA. VV., Sgarbi assiso in trono di notte al Parco del Sojo, Il Giornale di Vicenza, marzo 2008
- AA. VV., Il Parco del Sojo, Alto vicentino - Falesie scelte tra la valle dell'Agno e il Brenta, Climbguide Antersass, 2008 pag. 158-159-174-175-176-177

- AA. VV., Parco del Sojo Arte e Natura, Guida ai luoghi dell'arte contemporanea, Mondadori, Milano 2009, pag. 70
- E. Zampese, Il Parco del Sojo nella guida Mondadori dedicata ai luoghi dell'arte Contemporanea, L'Altopiano, 2 maggio 2009
- E. Zampese, Parco del Sojo nel giro di Mart e Guggenheim, Il Giornale di Vicenza, 11 luglio 2009
- A.Toso Fei, Il matrimonio tra Arte e Natura nel Parco del Sojo, Il Veneto del mistero - Guida ai luoghi della leggenda, Fiera di Vicenza 2009 - pag. 123
- S. Cantiero, Parco del Sojo - Arte Contemporanea in mezzo al bosco, Guida Gustando Vicenza, 2010 Cierre Grafica
- D. Maggi, Località e internazionalità del parco del Sojo a Lusiana Vicenza, Area Arte Veneto 2, giugno 2010 - agosto 2011 pag. 39-40-41
- AA. VV., Parco del Sojo, Vademecum del viaggiatore Lions, 2010 pag. 24-25
- G. Rosa, L'arte di vedere l'arte, Sankalp, anno X 2010,- n. 4, pag. 24-25
- S. Longhini, Le calcare, eccellenza europea, Il Gazzettino, 21 dicembre 2010
- A. Antonini, Arte, natura e magia nel bosco delle streghe, Corriere della sera - Corriere del Veneto, 19 agosto 2011 pag. 5
- E. Zampese, Arte e Natura Parco del Sojo protagonista internazionale, Il Giornale di Vicenza, 1º ottobre 2011
- AA. VV., Turismo Botanico e foliage tour, Provincia di Vicenza - Vicenza è, ottobre 2011
- M. Marzotto Caotorta, ARTE OPEN AIR, Guida ai parchi d'arte contemporanea in Italia, novembre 2011
- F. D'Amico, Gente del Covolo di Lusiana, LA STAMPA, 4 aprile 2012
- AA. VV., Musei e Collezioni del Vicentino, Provincia di Vicenza - Rete Museale Altovicentino, maggio 2012
- G.D.F., Gente del Covolo di Lusiana, l'Altopiano, 7 luglio 2012
- AA. VV. I luoghi del contemporaneo, Ministero per i beni e le attività culturali, 31 luglio 2012